# Racibórz Markowice
Racibórz Markowice – stacja kolejowa położona w jednej z dzielnic Raciborza – Markowicach.

## Ruch pasażerski
| Rok  | Wymiana pasażerska na dobę |
| ---- | -------------------------- |
| 2017 | 50-99                      |
| 2022 | 50-99                      |

## Historia
Stacja powstała w 1846 roku i nosiła wtedy nazwę Markdorf (Oberschlesien).  Była to wieś w pobliżu Raciborza (później włączona do miasta). W 1968 roku powstała stacja handlowa, a w 1986 roku przystanek i posterunek odgałęźny. Kiedyś istniała wieża ciśnień, ale została rozebrana.